# كريس نيو
كريس نيو (بالإنجليزية: Chris New)‏ هو منتج أفلام ومونتير وكاتب سيناريو ومخرج وممثل بريطاني، ولد في 17 أغسطس 1981 بسويندون في المملكة المتحدة.

## أعمال

### أفلام
- (2011) عطلة نهاية أسبوع

## وصلات خارجية
- كريس نيو على موقع IMDb (الإنجليزية)
- كريس نيو على موقع ألو سيني (الفرنسية)
- كريس نيو على موقع أول موفي (الإنجليزية)
- كريس نيو على موقع قاعدة بيانات الأفلام السويدية (السويدية)
- كريس نيو على موقع قاعدة بيانات الفيلم (الإنجليزية)
- كريس نيو على موقع كينوبويسك (الروسية)